# (hed) P.E
(həd) pe – rapcore'owy zespół z Huntington Beach, Kalifornia. Efektywnie łączą teksty hip-hopowe i heavymetalowe, a muzykę rockową i punkrockową.

## Historia
(hed) pe zostało założone w 1994 roku przez MC Jahreda Gomesa i głównego gitarzystę Wesstylesa, którzy znali się już wcześniej z różnych undergroundowych klubów w Los Angeles i północnej Kalifornii. Później do grupy dołączyli: Mawk (gitara basowa), Chizad (gitara), B.C. (perkusja) i DJ Product (mixowanie).

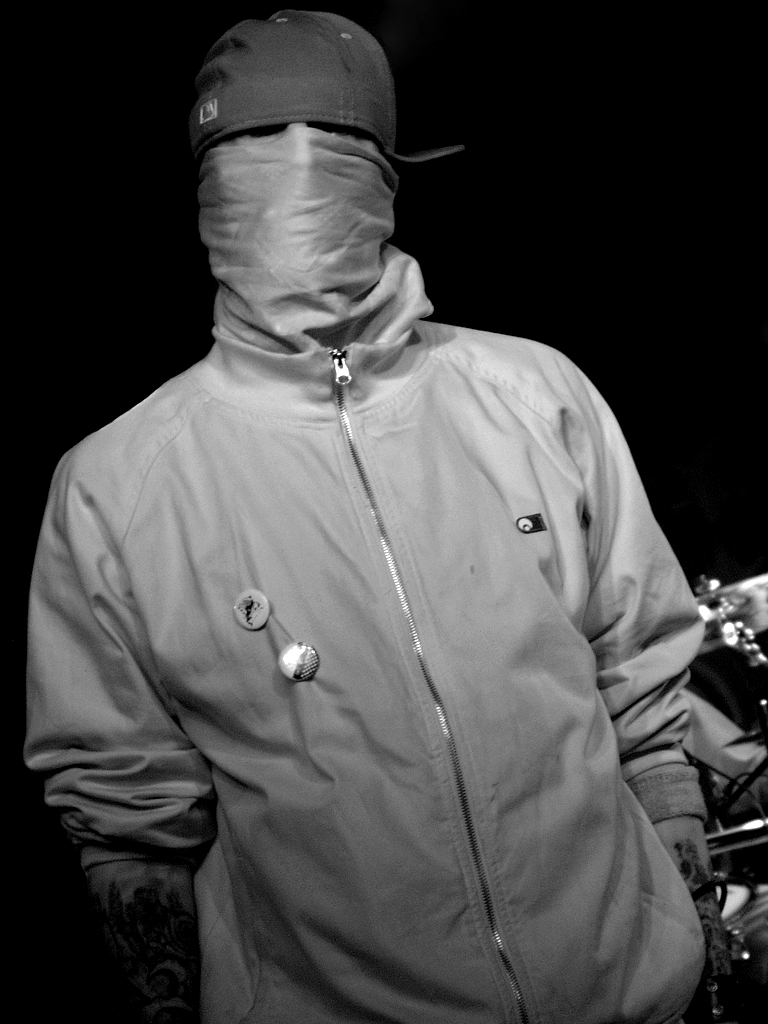
Jahred Gomes

Ich pierwszym wydawnictwem był minialbum Church of Realities z roku 1995. Następnie, przed podpisaniem kontraktu z Jive Records wydali pierwszy LP - (həd) pe, na którym znalazły się piosenki z Church of Realities i kilka nowych. Te dwa albumy miały mocne, niemal metalowe brzmienia, co było spowodowane braniem narkotyków Speed. Po trzyletniej przerwie (w międzyczasie powstały dwa single – Ground oraz Serpent Boy) wydali kolejny album – Broke. Był to ich największy hit, łączył on w sobie łagodne hip-hopowe teksty i łagodniejsze brzmienia, na których tym razem muzycy skoncentrowali się bardziej. Na tym albumie, w utworze "Feel Good" zagościli Serj Tankian z System of a Down oraz Morgan Landers z Kittie.

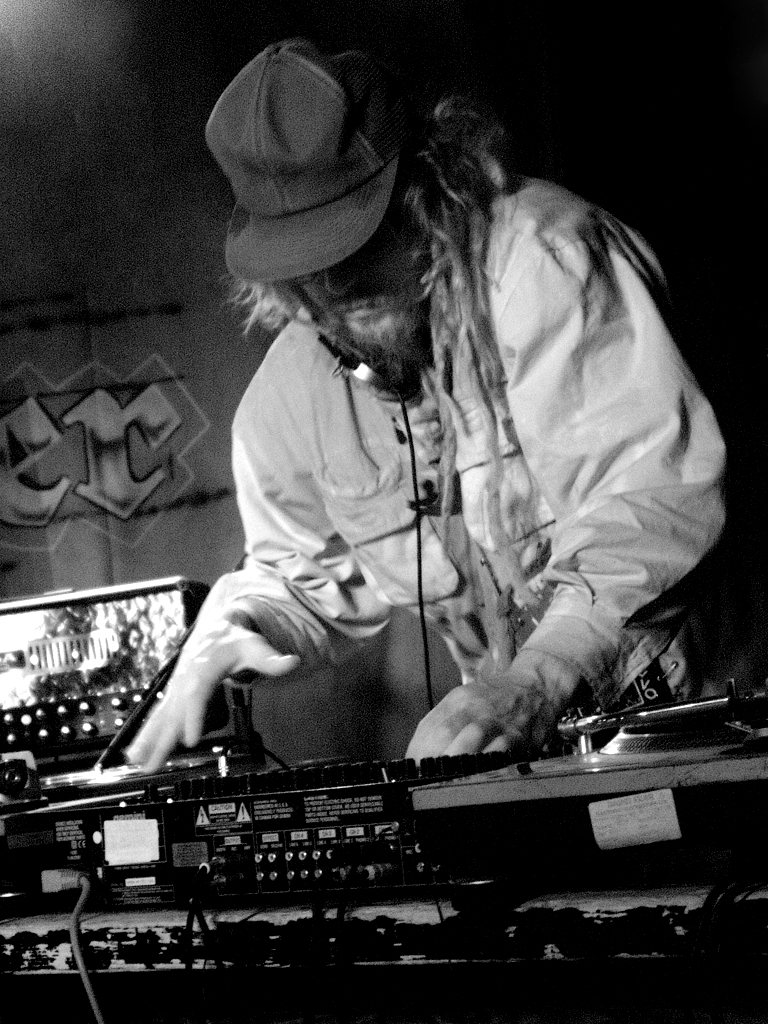
DJ Product

W roku 2001 nagrali singel „The Meadow (Special Like You)” oraz w 2002 „Bartender“, którego grano jakiś czas na MTV (jest to najlepiej sprzedający się singel do tej pory).
W roku 2003 wydali kolejny LP – Blackout, który nie sprzedał się tak dobrze jak Broke, więc kilku starych członków odeszło z zespołu.
Po podpisaniu kontraktu z Koch Records do zespołu dołączyli Jaxon (gitara) i Moke (perkusja). Jahred odświeżył trochę stary materiał, który wcześniej napisał na potrzeby jego solowego projektu – Fenix Jones. W 2005 roku wydali krążek Only in Amerika. Był on połączeniem metalu i rapu.

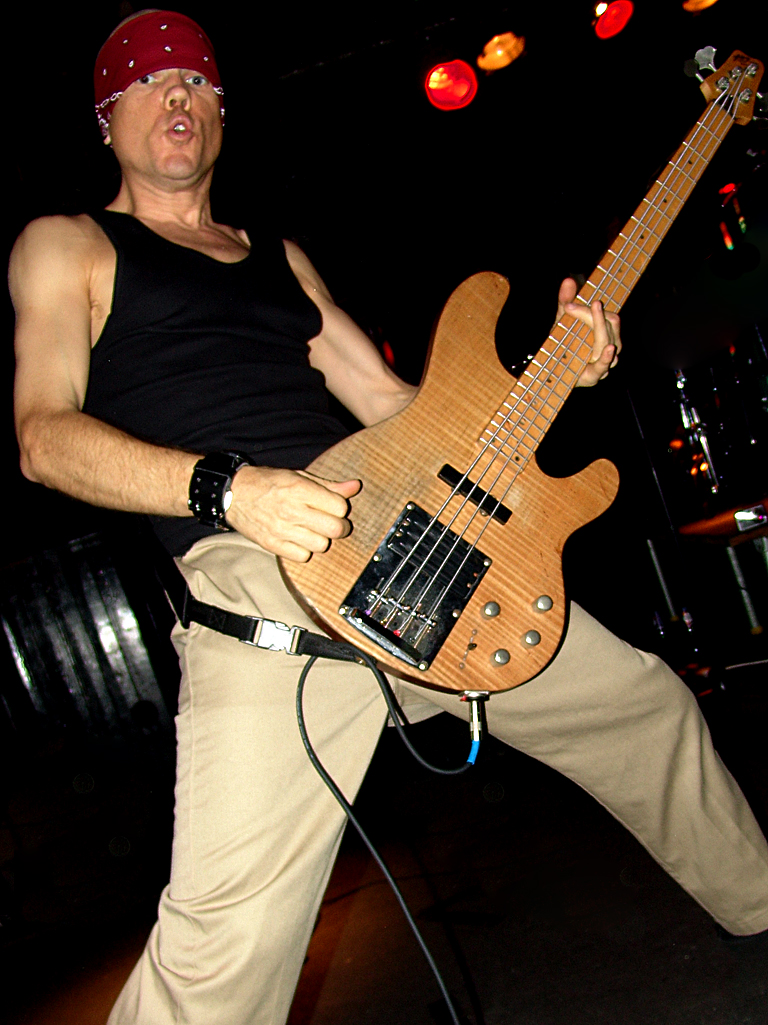
Mawk grający na basie

Pod koniec 2005 roku podpisali kontakt z Suburban Noize Records i 6 czerwca 2006 wydali nowy album – Back 2 Base X.
(hed) pe było specjalnym gościem na nowym albumie grupy Twiztid Independents Day, który został wydany 3 lipca 2007.

## Aktualni członkowie
- Jahred Gomes / M.C.U.D (Paolo Sergio Gomes) – śpiew
- DJ Product (Doug Boyce) – Mixowanie
- Mawk (Mark Young) – gitara basowa
- Jaxon (Jackson Benge) – gitara
- Trauma – perkusja

## Byli członkowie
- Devin Lebsack – perkusja
- Chizad (Chad Benekos) – gitara
- B.C. (Ben Vaught) – perkusja
- Wesstyle (Wes Geer) – gitara basowa
- Sonny (Sonny Mayo) – gitara
- Moke (Mark Bistany) – perkusja
- Tiny Bubz – perkusja

## Nazwa
Nazwa (həd) pe zmieniała się wiele razy. Oryginalnie brzmiala həd (z nawiasami lub bez), ale musieli dodać przyrostek "pe", aby odróżnić się od innego zespołu "Head". Wraz z albumem Broke nazwa zaczęła się delikatnie zmieniać z każdym kolejnym albumem. Przez jakiś czas nazywali się (həd) PLANET EARTH, ale na albumie Blackout powrócili do (hed)pe. Na Only in Amerika nazwa brzmiała HED pe (tym razem bez nawiasów i pisane wielkimi literami). Ostatecznie zespół zdecydował na działanie jako HED pe, bez nawiasów i odwróconego "e".
W roku 2006 znów nie mogli wybrać tej jednej nazwy i na albumie Back 2 Base X widnieje logo "(həd)p.e.".
Strona Last.fm za poprawną nazwę uznaje "(hed) Planet Earth".

## Dyskografia

### Albumy
| #  | Tytuł                          | Rok  | Wytwórnia              |
| -- | ------------------------------ | ---- | ---------------------- |
| 1  | Church of Realities            | 1995 | wydany niezależnie     |
| 2  | (həd) pe                       | 1997 | Jive Records           |
| 3  | Broke                          | 2000 | Jive Records           |
| 4  | Blackout                       | 2003 | Jive Records           |
| 5  | Only in Amerika                | 2005 | Koch Records           |
| 6  | Back 2 Base X                  | 2006 | Suburban Noize Records |
| 7  | The Best of (həd) Planet Earth | 2006 | Jive Records           |
| 8  | Insomnia                       | 2007 | Suburban Noize Records |
| 9  | The D.I.Y. Guys                | 2008 | Suburban Noize Records |
| 10 | New World Orphans              | 2009 | Suburban Noize Records |
| 11 | Truth Rising                   | 2010 | Suburban Noize Records |

### Nieoficjalne albumy
| # | Tytuł                   | Rok  | Wytwórnia          |
| - | ----------------------- | ---- | ------------------ |
| 1 | G-Punk Nation Exclusive | 2004 | wydany niezależnie |

### Single
| #  | Tytuł                           | Rok  | Wytwórnia              | Album             |
| -- | ------------------------------- | ---- | ---------------------- | ----------------- |
| 1  | "Ground"                        | 1997 | Jive Records           | (həd) pe          |
| 2  | "Serpent Boy"                   | 1997 | Jive Records           | (həd) pe          |
| 3  | "Killing Time"                  | 2001 | Jive Records           | Broke             |
| 4  | "The Meadow (Special Like You)" | 2001 | Jive Records           | Broke             |
| 5  | "Bartender"                     | 2002 | Jive Records           | Broke             |
| 6  | "Blackout"                      | 2003 | Jive Records           | Blackout          |
| 7  | "Other Side"                    | 2003 | Jive Records           | Blackout          |
| 8  | "Represent"                     | 2005 | Koch Records           | Only in Amerika   |
| 9  | "Get Ready"                     | 2006 | Suburban Noize Records | Back 2 Base X     |
| 10 | "Beware Do We Go"               | 2006 | Suburban Noize Records | Back 2 Base X     |
| 11 | "Suffa"                         | 2007 | Suburban Noize Records | Insomnia          |
| 12 | "Ordo (Ab Chao)"                | 2008 | Suburban Noize Records | New World Orphans |
| 13 | "Renegade"                      | 2008 | Suburban Noize Records | New World Orphans |
| 14 | "Bloodfire"                     | 2009 | Suburban Noize Records | New World Orphans |

### Teledyski
| # | Tytuł        | Rok  | Reżyser                       | Album               |
| - | ------------ | ---- | ----------------------------- | ------------------- |
| 1 | Ground       | 1997 | Ghetto Fabulous               | Church of Realities |
| 2 | Bartender    | 2000 | Marc Klasfeld                 | Broke               |
| 3 | Killing Time | 2001 | Demian Rami Lichteinstein     | Broke               |
| 4 | The Meadow   | 2001 | Chizad                        | Broke               |
| 5 | Blackout     | 2003 | Vem and Tony                  | Blackout            |
| 6 | Represent    | 2005 | Dale Resteghini               | Only in Amerika     |
| 7 | Get Ready    | 2006 | Suburban Noize Records        | Back 2 Base X       |
| 8 | Suffa        | 2007 | Devin DeHaven                 | Insomnia            |
| 9 | Renegade     | 2008 | Philip Carrer, Chad Archibald | New World Orphans   |

### Znane bonusowe/niepublikowane piosenki
- Liberation – piosenka wycięta z płyty Blackout, dostępna później na "Blackout Advance Promo"
- Dracula – bonus z płyty Blackout
- Crosstown Traffic – piosenka z soundtracku gry NASCAR: Crank It Up
- Bad Dream – bonus z płyty Broke
- Sabbra Cadabra – piosenka z albumu Nativity in Black: "Vol. 2, A Tribute to Black Sabbath"
- I Know Where You're At – piosenka z albumu Strait Up: "A Tribute To Lynn Strait"
- HED – bonus z płyty Only In Amerika
- Tits, Clits & Bong Hits – piosenka bonusowa z albumu (hed)p.e. (z 1997 roku)
- Buzzkill – demo wycięte z Blackout
- Stepping Stone – demo z Only In Amerika (część tej piosenki była dostępna na hedrocks.com)
- Set It Off – piosenka zespołu Primer 55, Jahred śpiewa tam refren.
- Kerosene – utwór Drown i (hed)p.e.
- Sundown – napisana przez Chada Benekosa zanim opuścił grupę. Została ona wycięta z amerykańskiej wersji Blackout, później wydana razem z piosenką Dracula na japońskiej wersji, którą sprzedano na Ebay za ponad 100$.
- Epilogue – na początku niewydana, później dostępna na Serpent Boy EP
- Mess Up's – potknięcia (dostępne na Broke/Serpent Boy EP)